# Vallemaggia
El Vallemaggia (en italiano: Vallemaggia o Valmaggia) es un valle alpino del río Maggia en Tesino, el cantón de habla italiana en Suiza.
El valle está salpicado de pequeños pueblos pintorescos con casas de piedra tradicionales, viñedos y granjas lecheras. En la mitad del siglo XIX debido a la escasez de alimentos, las dificultades económicas y una población insostenible, muchas familias emigraron a Australia y las Américas.
Por ejemplo, los pueblos de Lodano y Giumaglio actualmente tienen una población combinada de alrededor de 200 personas, en comparación con los 500 en el siglo XIX. Las mayores industrias del valle después del turismo son las canteras de piedra y la producción lechera.
El camino de Locarno por el valle conduce a los demás: el Valle de Bosco/Gurin, Val Lavizzara, Val di Campo, Val Bavona, Valle di Peccia, Val Sambuco, todo parte del distrito de Vallemaggia.
La cascadas altas son una vista común en el valle con muchos arroyos de montaña que alimentan el río Maggia lo largo de su curso. En una distancia de menos de 40 kilómetros del río Maggia se extiende desde el pie de un glaciar alpino el lago Maggiore.